# 卢塞苏巴隆
卢塞苏巴隆（法語：Lucé-sous-Ballon，法語發音：[lyse su balɔ̃]，意为“巴隆下方的卢塞”）是法国萨尔特省的一个市镇，属于马梅尔斯区。

## 地理
卢塞苏巴隆（48°12'30"N, 0°12'53"E）面积6.78 平方千米，位于法国卢瓦尔河地区大区萨尔特省，该省份为法国西北部内陆省份，北起顺时针与奥恩省、厄尔-卢瓦省、卢瓦-谢尔省、安德尔-卢瓦尔省、曼恩-卢瓦尔省和马耶讷省接壤，是法国大西部的入口，连接卢瓦尔河谷、布列塔尼和巴黎盆地。
与卢塞苏巴隆接壤的市镇（或旧市镇、城区）包括：默尔塞、泰耶、维万、巴隆-圣马尔、马雷谢、努昂。

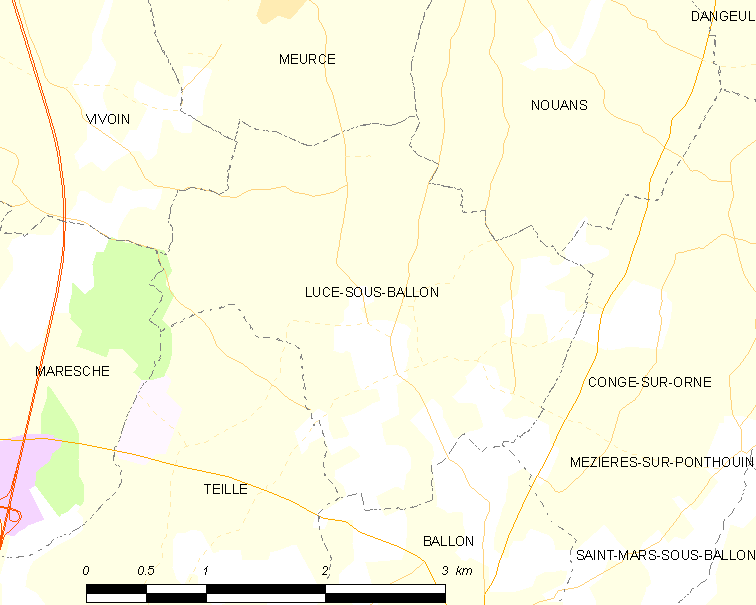
卢塞苏巴隆的OSM定位图

卢塞苏巴隆的时区为UTC+01:00、UTC+02:00（夏令时）。

## 行政
卢塞苏巴隆的邮政编码为72290，INSEE市镇编码为72174。

## 政治
卢塞苏巴隆所属的省级选区为马梅尔斯县。

## 人口

1962-2008年间卢塞苏巴隆人口变化图示

卢塞苏巴隆于2022年1月1日时的人口数量为105人。